# Evanescence
Evanescence is een Amerikaanse rockband uit Little Rock in Arkansas.

## Bezetting
De band bestond oorspronkelijk alleen uit Amy Lee (zang/piano/gitaar/harp) en Ben Moody (gitaar, piano). Ze ontmoetten elkaar op een kamp, waar ze erachter kwamen dat hun muzieksmaken niet ver uit elkaar lagen, en ze begonnen samen nummers te schrijven en te spelen in lokale gelegenheden. Zo ontstond Evanescence. Tijdens concerten vulden John LeCompt (gitaar) en Rocky Gray (drums) de band altijd aan.
Lee en Moody zijn lange tijd de basis gebleven van de band. Des te opmerkelijker was het dat Moody eind 2003 opstapte, midden in een tour door Europa. In 2005 volgde Terry Balsamo Moody als gitarist op. Het is niet helemaal zeker waarom Moody opstapte, maar volgens een interview met Amy in het tijdschrift Aardschok omdat hij met zichzelf in de knoop zat. Ook het muzikale meningsverschil (Moody wilde zo veel mogelijk cd's verkopen, Lee wilde meer de creatieve kant op) speelde mee. In de zomer van 2006 stopte ook bassist Will Boyd. Hij zag het niet zitten om opnieuw te gaan toeren. Tim McCord werd zijn opvolger.
Op 4 mei 2007 maakte de LA Daily Newspaper bekend dat John LeCompt door zangeres Amy Lee, naar eigen zeggen zonder een goede reden, uit de band gezet was. LeCompt maakte daarna bekend dat drummer Rocky Gray ook stopte met Evanescence, omdat ze al hun energie in de nieuwe band Machina wilden steken. Rocky Gray en John Lecompt werden vervangen door Will Hunt en Troy Mclawhorn, beiden van Dark New Day.
Op 7 augustus 2015 werd bekend dat gitarist Terry Balsamo de band ging verlaten. Jen Majura werd gepresenteerd als het nieuwe bandlid.

## Biografie
Het Engelse woord evanescence ([ev'e-nes'ens]) komt van het Latijnse evanescere (verdwijnen) en betekent vervaging of verdwijning.
In een interview geeft zangers Amy Lee de verklaring: "Het betekent zoiets als vluchtig; het is een ongewone naam, maar onze muziek is ongewoon."
Toen de band net begon, werd hun muziek als christelijke rock omschreven, de band heeft hier later afstand van genomen. Ze zien zichzelf als een rockband, die 'epische, dramatische en duistere' rockmuziek maakt. Evanescence wordt vaak onterecht bij de stijl gothic gerekend. Elementen die bijdragen tot het imago van een gothic-band zijn het bleke gelaat van de leadzangeres en de outfits van de bandleden (waaronder zwierige zwarte jurken, korsetten en een voorliefde voor donkere kleuren, sieraden met stalen pinnen etc.) Evanescence toont voornamelijk kenmerken van nu metal.
Hun eerste cd, uitgebracht in januari 1999, droeg de naam Evanescence EP. In augustus 1999 kwam de cd Sound Asleep uit. Deze cd's zijn niet langer te verkrijgen, voor zover ze ooit echt te verkrijgen waren. Ze waren in zeer beperkte oplage onder eigen toezicht gedrukt en werden op concerten gratis uitgedeeld of tegen zeer lage prijzen verkocht. Nu en dan worden ze nog wel aangeboden op veilingsites. Amy Lee en Ben Moody hebben tijdens een radio-interview in 2003 toestemming gegeven om de albums, die voor Fallen uit zijn gebracht, te downloaden.
Hun volgende album Origin verwierf ook weinig bekendheid. Deze cd kwam uit in november 2000. De sound die deze cd's overheerst evolueert al zeer sterk naar hun bekendste album Fallen. Op de drie cd's zijn verschillende versies te horen van liedjes die het tot op Fallen haalden, maar dan in akoestische versies.
De verschijning van hun bekendste album, Fallen, in 2003, betekende hun definitieve doorbraak. De eerste single die van dit album kwam was "Bring me to Life", die tevens deel uitmaakte van de soundtrack van de film Daredevil. In "Bring me to Life" zong Amy Lee samen met zanger Paul McCoy van 12 Stones. Hierna werden het hardere nummer "Going under" en de gevoelige ballad "My Immortal" als single uitgebracht. Het cynische "Everybody's Fool" was de laatste single.
Amy Lee heeft haar stem geleend aan de fantasy-film The Chronicles of Narnia (2005). Ze weigerde echter een acteursrol.
Op 2 oktober 2006 kwam na drie jaar en met bijna een jaar vertraging hun nieuw album The Open Door uit in Europa. De eerste videoclip, "Call me When You're Sober" werd uitgebracht op 7 augustus 2006. Op 18 december 2006 kwam de daaropvolgende videoclip en single uit, namelijk "Lithium", gevolgd door de singles "Sweet Sacrifice" (april 2007) en "Good Enough" (november 2007).
Amy Lee verklaarde dat het maken van deze plaat haar enorm veel deugd deed, na alle tegenslagen van de laatste maanden en jaren zijn ze eindelijk zo ver gekomen. Ze heeft haar energie en haar inspiratie voor deze nieuwe plaat gehaald uit al deze tegenslagen. Zo was er de breuk in haar relatie met de leadzanger van Seether, en een hersenbloeding van hun gitarist Terry Balsamo.
In mei 2007 werd bekendgemaakt dat John LeCompt is ontslagen uit Evanescence. LeCompt heeft ook bekendgemaakt dat Rocky Gray is gestopt met de populaire band. Stil blijven zitten deden de mannen niet, ze staken al hun energie in de in 2005 opgerichte band Machina. Tijdens een persconferentie op 17 mei maakte Amy Lee de nieuwe bandleden bekend: drummer Will Hunt en gitarist Troy McLawhorn. Beiden zijn afkomstig van de band Dark New Day. "I'm a big fan of Dark New Day and can't wait for the fans to see what the guys bring to our live show", aldus Amy Lee.
Het eerste optreden met de nieuwe bandleden vond plaats op 19 mei 2007 tijdens Rock on the Range Festival. Op 28 mei 2007 trad de band op op Pinkpop.
Op 1 maart 2010 liet leadzangeres Amy Lee weten dat de band samen met producent Steve Lillywhite (U2, Rolling Stones) de studio in ging om een nieuw album te maken. Het nieuwe album zou eind herfst 2010 uitkomen, maar op 21 juni 2010 maakte Amy Lee bekend dat ze meer tijd nodig hadden om in de juiste creatieve stemming te komen.
Na het uitbrengen van het album Evanescence in 2011 bleef het enige tijd stil rondom de band. Leadzangeres Amy Lee heeft zich in de jaren na de albumtour beziggehouden met enkele soloprojecten, waaronder een kinderalbum genaamd Dream Too Much. Geheel onverwachts volgde in de zomer van 2015 het nieuws dat de band zou optreden op het Ozzfest-festival in Japan. Dit bleek een voorbode voor een nieuwe tour van Evanescence. Kort na de bekendmaking van het optreden in Japan kwam de band met het nieuws in 2016 een Amerikaanse tour te organiseren. 
Op 7 augustus 2015, kort na het aankondigen van nieuwe optredens van de band, werd bekend dat gitarist Terry Balsamo na twee albums en talloze optredens over de hele wereld de band ging verlaten. De Duitse gitariste Jen Majura werd gepresenteerd als het nieuwe bandlid. 
Na het succes van de Amerikaanse tour kondigde de band in december 2016 aan dat de band in 2017 op zou treden in Zuid-Amerika en Europa. In april 2017 begon de band in Zuid-Amerika met vijf concerten en vervolgens trok de band vanaf juni met tien concerten door Europa. In deze concertreeks deed de band ook Nederland aan. Op 17 juni 2017 trad de band op in Poppodium 013 in Tilburg. Op zondag 18 juni 2017 stonden ze op de Main Stage I op GMM 2017.
In mei 2017 kondigde de band aan bezig te zijn met het nieuwe project Synthesis. Het album verscheen op 10 november 2017 en bestaat met name uit reeds bestaande liedjes die zijn bewerkt. Los van de oude nummers staan er ook twee nieuwe nummers op.
De band maakte ter ondersteuning van dit album een tournee tot september 2018. In het laatste gedeelte van de tour werd de band vergezeld door Lindsey Stirling.

## Discografie

### Albums
| Album met eventuele hitnotering(en) in de Nederlandse Album Top 100 | Datum van verschijnen | Datum van binnenkomst | Hoogste positie | Aantal weken | Opmerkingen     |
| ------------------------------------------------------------------- | --------------------- | --------------------- | --------------- | ------------ | --------------- |
| Evanescence EP                                                      | 01-1999               | -                     | -               | -            | ep              |
| Sound Asleep EP                                                     | 08-1999               | -                     | -               | -            | ep              |
| Origin                                                              | 04-11-2000            | -                     | -               | -            | demoalbum       |
| Mystary EP                                                          | 2003                  | -                     | -               | -            | ep              |
| Fallen                                                              | 03-03-2003            | 03-05-2003            | 2               | 90           | studioalbum     |
| Anywhere But Home                                                   | 22-11-2004            | 27-11-2004            | 18              | 21           | livealbum       |
| The Open Door                                                       | 03-10-2006            | 07-10-2006            | 2               | 15           | studioalbum     |
| Evanescence                                                         | 07-10-2011            | 15-10-2011            | 14              | 7            | studioalbum     |
| Lost whispers                                                       | 09-12-2016            | -                     | -               | -            | compilatiealbum |
| Synthesis                                                           | 10-11-2017            | 18-11-2017            | 23              | 1            | verzamelalbum   |
| Synthesis live                                                      | 14-12-2018            | -                     | -               | -            | livealbum       |
| The Bitter Truth                                                    | 26-03-2021            | -                     | -               | -            | studioalbum     |

| Album met hitnotering(en) in de Vlaamse Ultratop 200 albums | Datum van verschijnen | Datum van binnenkomst | Hoogste positie | Aantal weken | Opmerkingen |
| ----------------------------------------------------------- | --------------------- | --------------------- | --------------- | ------------ | ----------- |
| Fallen                                                      | 2003                  | 10-05-2003            | 3               | 90           |             |
| Anywhere but home                                           | 2004                  | 04-12-2004            | 36              | 15           |             |
| The open door                                               | 2006                  | 07-10-2006            | 9               | 32           |             |
| Evanescence                                                 | 2011                  | 15-10-2011            | 12              | 13           |             |
| Synthesis                                                   | 2017                  | 18-11-2017            | 21              | 22           |             |

### Singles
| Single met eventuele hitnotering(en) in de Nederlandse Top 40 | Datum van verschijnen | Datum van binnenkomst | Hoogste positie | Aantal weken | Opmerkingen                                    |
| ------------------------------------------------------------- | --------------------- | --------------------- | --------------- | ------------ | ---------------------------------------------- |
| Bring me to life                                              | 22-04-2003            | 19-04-2003            | 6               | 10           | Nr. 10 in de Mega Top 50 / Megahit/Alarmschijf |
| Going under                                                   | 09-09-2003            | 06-09-2003            | 26              | 5            | Nr. 16 in de Mega Top 50                       |
| My immortal                                                   | 08-12-2003            | 20-12-2003            | 5               | 17           | Nr. 7 in de Mega Top 50 / Alarmschijf          |
| Everybody's fool                                              | 07-06-2004            | 29-05-2004            | 7               | 18           | Nr. 35 in de Mega Top 50                       |
| Missing                                                       | 2004                  | -                     | -               | -            | Alarmschijf                                    |
| Call me when you're sober                                     | 04-09-2006            | 02-09-2006            | 9               | 12           | Nr. 27 in de Mega Top 50                       |
| Lithium                                                       | 04-12-2006            | 18-11-2006            | tip2            | -            | Nr. 55 in de B2B Single Top 100                |

### NPO Radio 2 Top 2000
| Nummers met noteringen in de NPO Radio 2 Top 2000 | '05 | '06 | '07 | '08 | '09 | '10 | '11 | '12 | '13 | '14 | '15 | '16 | '17 | '18 | '19 | '20 | '21 | '22 | '23 | '24 |
| ------------------------------------------------- | --- | --- | --- | --- | --- | --- | --- | --- | --- | --- | --- | --- | --- | --- | --- | --- | --- | --- | --- | --- |
| Bring Me to Life                                  | -   | -   | -   | -   | -   | -   | -   | -   | -   | -   | 888 | 878 | 732 | 693 | 618 | 598 | 560 | 429 | 460 | 447 |
| My Immortal                                       | 763 | 302 | 325 | 602 | 500 | 605 | 527 | 377 | 300 | 341 | 303 | 305 | 283 | 345 | 279 | 264 | 250 | 218 | 258 | 258 |

1. ↑  Een '-' betekent dat het nummer niet was genoteerd en een vetgedrukt getal geeft de hoogste notering van een nummer aan.
2. ↑  2005 was het eerste jaar met een notering voor Evanescence.

### Dvd's
| Dvd's met hitnoteringen in de Nederlandse Music Top 30 | Datum van verschijnen | Datum van binnenkomst | Hoogste positie | Aantal weken | Opmerkingen |
| ------------------------------------------------------ | --------------------- | --------------------- | --------------- | ------------ | ----------- |
| Anywhere but home                                      | 2004                  | 04-12-2004            | 8               | 1            |             |